# 普萊恩鎮區 (印地安納州科西阿斯科縣)
普萊恩鎮區（英語：Plain Township）是位於美國印地安納州科西阿斯科縣的一個行政鎮區。

## 地方資料
根據2010年美國人口普查的數據，普萊恩鎮區的面積為93.00平方千米，當中陸地面積為87.90平方千米，而水域面積為5.10平方千米。當地共有人口1147人，而人口密度為每平方千米12.33人。